# Pablo Pintos
Pour les articles homonymes, voir Pintos.
Pablo Pintos est un footballeur uruguayen, né le 1er juillet 1987 à Montevideo. Il évolue au poste de défenseur avec le Club Atlético Cerro.

## Palmarès
- Defensor Sporting
  - 2007-2008 : Vainqueur du Tournoi d'Ouverture
  - 2007-2008 : Vainqueur du Championnat d'Uruguay
  - 2008-2009 : Vainqueur du Tournoi de Clôture
  - 2011-2012 : Vainqueur du Tournoi d'Ouverture